# Sharon (condado de Norfolk)
Sharon es un lugar designado por el censo ubicado en el condado de Norfolk en el estado estadounidense de Massachusetts. En el Censo de 2010 tenía una población de 5.658 habitantes y una densidad poblacional de 720,74 personas por km².

## Geografía
Sharon se encuentra ubicado en las coordenadas 42°7′3″N 71°11′10″O / 42.11750, -71.18611. Según la Oficina del Censo de los Estados Unidos, Sharon tiene una superficie total de 7.85 km², de la cual 7.75 km² corresponden a tierra firme y (1.29%) 0.1 km² es agua.

## Demografía
Según el censo de 2010, había 5.658 personas residiendo en Sharon. La densidad de población era de 720,74 hab./km². De los 5.658 habitantes, Sharon estaba compuesto por el 87.52% blancos, el 3.23% eran afroamericanos, el 0.05% eran amerindios, el 6.95% eran asiáticos, el 0% eran isleños del Pacífico, el 0.53% eran de otras razas y el 1.71% pertenecían a dos o más razas. Del total de la población el 1.87% eran hispanos o latinos de cualquier raza.